# De glunderende gluurder
De glunderende gluurder (1982) is een Nederlandse pornografische parodie op de Vlaamse stripreeks Suske en Wiske, geschreven door 'Silly Wandelpeen' (een woordspeling op Willy Vandersteen) en uitgegeven door de 'Bastaard Uitgeverij'. Het album bestaat uit drie korte pornografische verhalen over de hoofdfiguren uit de Suske en Wiske-reeks. Naast de pornografische inhoud wordt ook het Vlaams taalgebruik geparodieerd en zwaar overdreven, en komt er een racistische grap in voor.
De Standaard Uitgeverij maakte bij de rechter bezwaar wegens schending van auteursrechten, maar kreeg van de Nederlandse Hoge Raad ongelijk (HR 13 april 1984, NJ 1984, 524). Als parodie ging de uitgave in tegen het hele idee achter de Suske en Wiske-reeks. Er werd echter besloten door de Hoge Raad dat een parodie geen inbreuk is op de Auteurswet en dat men daarvoor herkenbare personages, situaties en dergelijke over mag nemen uit het origineel. Daarom kon het volgens het hoogste rechtscollege toch door de beugel, en werd daar meteen een precedent gesteld voor parodieën.
Een vergelijkbare controverse ontstond rondom de parodiestrip Het seksuele leven van Kuifje van Jan Bucquoy. Ook deze strip leidde tot een rechtszaak en ook hier werd de tekenaar in het gelijk gesteld, omdat verwarring met de echte stripreeks niet reëel was.